# 2031 BAM
A 2031 BAM (ideiglenes jelöléssel 1969 TG2) a Naprendszer kisbolygóövében található aszteroida. Ljudmila Ivanovna Csernih fedezte fel 1969. október 8-án.